# Cléomène de Naucratis
Pour les articles homonymes, voir Cléomène.
Cléomène de Naucratis est un administrateur grec d'Alexandre le Grand, originaire de Naucratis en Basse-Égypte. Il est connu par L'Économique du pseudo-Aristote et par le plaidoyer de Démosthène, Contre Dionysodoros.

## Biographie
Il est chargé par Alexandre de l'administration du désert Arabique, puis prend en charge l'administration financière de l'Égypte. Le régime fiscal qu'il institue et ses exactions lui aliènent la population et le clergé en particulier. Alors que la famine sévit dans la mer Égée, il interdit tout d'abord l'exportation du blé égyptien, avant d'augmenter fortement les taxes sur celui-ci en 329 av. J.-C. Il interfère avec les marchés pour son propre avantage en spéculant sur le prix des céréales, qu'il revend trois fois le prix qu'il les a achetées.
Il gagne également de l'argent sur les superstitions de la population : un garçon ayant été tué par un crocodile, il ordonne la mort de ces sauriens. Les prêtres ayant rassemblé une forte somme d'argent dans le souci de sauver leurs animaux sacrés, il révoque son ordre. En une autre occasion, il informe les prêtres que l'institution religieuse est trop coûteuse et doit être réduite. Les prêtres lui remettent les trésors des temples et obtiennent ainsi la tranquillité.
Il aurait été convoqué par Alexandre vers 323 pour se justifier et aurait été pardonné à condition d'élever un temple à la gloire d'Héphaestion, favori du souverain récemment décédé. Sa présence à Babylone lors de la mort du roi  est attestée. Il fait en effet partie, selon Arrien, des éphémérides royales qui dorment dans le temple de Sarapis la veille de la mort d'Alexandre.
Il rentre rapidement en Égypte après le partage de Babylone, officiellement en tant que second de Ptolémée Ier, très certainement chargé par Perdiccas de contrôler ce dernier. Ptolémée prend prétexte des accusations égyptiennes contre Cléomène et le fait exécuter, sans doute peu après la prise de Cyrène vers 322. À la mort du rapace, Ptolémée entre en possession de ses trésors, dont la fortune est estimée à environ 8 000 talents, somme considérable.